# Richard Ríos
Richard Ríos Montoya (* 2. Juni 2000 in Vegachí) ist ein kolumbianischer Fußballspieler.

## Karriere

### Verein
Nachdem er bis 2018 noch Futsal bei Alianza Platanera spielte, verschlug es ihn nach Brasilien, wo er dann in der U20 von Flamengo Rio de Janeiro spielte. Ab Anfang 2021 hatte er hier auch seine ersten Einsätze für die erste Mannschaft. Nach einer Leihe nach Mexiko zum Mazatlán FC verließ er Flamengo im August 2022 und schloss sich dem Guarani FC an. Nach knapp einer Saison verpflichtete ihn im März 2023 Palmeiras, wo er dann die Meisterschaft gewann.

### Nationalmannschaft
Sein Debüt für die kolumbianische A-Nationalmannschaft hatte er am 12. Oktober 2023 bei einem 2:2 gegen Uruguay während der Qualifikation für die Weltmeisterschaft 2026, als er zur 67. Minute für Mateus Uribe eingewechselt wurde. Nach weiteren Qualifikations- und Freundschaftsspielen gehörte er zum Nationalkader bei der Copa América 2024.

## Erfolge
Flamengo
- Staatsmeisterschaft von Rio de Janeiro: 2020, 2021
- Campeonato Brasileiro de Futebol: 2020

Palmeiras
- Campeonato Brasileiro de Futebol: 2023
- Staatsmeisterschaft von São Paulo: 2024